# Club Sportivo Independiente Rivadavia
O Club Sportivo Independiente Rivadavia, também conhecido como Independiente Rivadavia, é um clube esportivo argentino localizado na cidade de Mendoza, na província homônima. Foi fundado em 24 de janeiro de 1913 como Club Atlético Independiente e ostenta a cor azul.
Sua principal atividade esportiva é o futebol profissional. O clube disputa atualmente a Primera División, a primeira divisão do sistema de ligas de futebol argentino, desde que alcançou o acesso com o título do Primeira B Nacional de 2023. O clube manda seus jogos no estádio Bautista Gargantini, do qual é proprietário, e cuja inauguração ocorreu em 5 de abril de 1925. A praça esportiva, também localizada em Mendoza, conta com capacidade para 24 000 espectadores.[carece de fontes?]

## Títulos
| NACIONAIS | NACIONAIS          | NACIONAIS                        | NACIONAIS | NACIONAIS | NACIONAIS                 |
| Divisão   | Competição         | Associação                       | Títulos   | Temporadas | Ref.                      |
| --------- | ------------------ | -------------------------------- | --------- | --- | ------------------------- |
| Segunda   | Primera Nacional   | AFA                              | 1         | 2023 | [ 8 ] [ 9 ] [ 10 ] [ 11 ] |
| Terceira  | Torneo Regional    | CFFA (AFA)                       | 3         | 1968, 1980, 1982 | [ 2 ]                     |
| Terceira  | Torneo Argentino A | CFFA (AFA)                       | 2         | 1998–99, 2006–07 | [ 2 ]                     |
| REGIONAIS |                    |                                  |           | |                           |
| Divisão   | Competição         | Associação                       | Títulos   | Temporadas | Ref.                      |
| Primeira  | Primera A          | Federación Mendocina de Football | 4         | 1913, 1914, 1915, 1916 | [ 2 ]                     |
| Primeira  | Primera A          | Unión Mendocina de Football      | 3         | 1917, 1918 | [ 2 ]                     |
| Primeira  | Primera A          | Unión Mendocina de Football      | 2         | 1919, 1920 | [ 2 ]                     |
| Primeira  | Primera A          | Liga Mendocina de Fútbol         | 25        | 1924, 1925, 1926, 1927, 1928, 1929, 1932, 1935, 1936, 1938, 1940, 1945, 1960, 1961, 1962, 1965, 1967, 1970, 1972, 1976, 1978, 1992–93, 1993–94, 2007, 2010 | [ 2 ]                     |
| Segunda   | Primera B          | Liga Mendocina de Fútbol         | 1         | 1998–Clausura | [carece de fontes?]       |
| —         | Copa Competencia   | Unión Mendocina de Football      | 2         | 1917, 1918, 1919 | [ 2 ]                     |
| —         | Copa Competencia   | Liga Mendocina de Fútbol         | 2         | 1914, 1925, 1926, 1929, 1932 | [ 2 ]                     |